# Municipio de Barneston
El municipio de Barneston (en inglés: Barneston Township) es un municipio ubicado en el condado de Gage en el estado estadounidense de Nebraska. En el año 2010 tenía una población de 182 habitantes y una densidad poblacional de 1,95 personas por km².

## Geografía
El municipio de Barneston se encuentra ubicado en las coordenadas 40°2′27″N 96°38′12″O / 40.04083, -96.63667. Según la Oficina del Censo de los Estados Unidos, el municipio tiene una superficie total de 93.24 km², de la cual 92,18 km² corresponden a tierra firme y (1,13 %) 1,05 km² es agua.

## Demografía
Según el censo de 2010, había 182 personas residiendo en el municipio de Barneston. La densidad de población era de 1,95 hab./km². De los 182 habitantes, el municipio de Barneston estaba compuesto por el 97,8 % blancos y el 2,2 % eran de una mezcla de razas. Del total de la población el 0 % eran hispanos o latinos de cualquier raza.